# Prinses Margrietkazerne
De Prinses Margrietkazerne is gevestigd te Wezep in de gemeente Oldebroek aan de noordrand van de Veluwe. Het complex werd na de bezetting in 1940 gebouwd naar Duits ontwerp.
De kazerne grenst aan de Oldebroekse Heide, een van de grootste militaire oefenterreinen van Nederland. Op de Prinses Margrietkazerne zijn voornamelijk onderdelen van 101 Geniebataljon gelegerd. Verder huist de staf van 11 Pantsergeniebataljon er met twee pantsergeniecompagnieën en is er een deel van het Opleidings- en Trainingscentrum Genie gevestigd.

## Incident in 2007
In 2007 werden de open landmachtdagen op de kazerne gehouden. Bij een demonstratie in het kader daarvan kwam door een fout een sergeant van de luchtmobiele brigade om het leven.